# Pholiota
Pholiota là một chi nấm trong họ Strophariaceae, thuộc bộ Agaricales. Đây là một chi nấm hoại sinh, chủ yếu sống trên thân gỗ. Chi bao gồm khoảng 150 loài, phân bố rộng rãi trên toàn thế giới, đặc biệt ở vùng khí hậu ôn đới.
Danh pháp Pholiota bắt nguồn từ tiếng Hy Lạp pholis, có nghĩa là "lớp vảy".

## Một số loài chọn lọc
- P. aurivella
- P. communis
- P. flammans
- P. iterata
- P. nameko
- P. nubigena
- P. squarrosa
- P. variicystis